# FinnPa Helsinki
El Finnairin Palloilijat, conocido también como FinnPa, fue un equipo de fútbol de Finlandia que jugó en la Primera División de Finlandia, la liga de fútbol más importante del país.
Fue fundado en el año 1965 en la capital Helsinki con el nombre Aeron Pallo Helsinki, que usaron hasta 1969, al cambiarlo pro el nombre más reciente. Fue fundado por el personal de la aerolínea Aero, que cambió el nombre del equipo por el cambio en el nombre de la aerolínea, llamada posteriormente Finnair.
Logró el ascenso a la Primera División de Finlandia en 1993, liga que jugó por 6 temporadas, donde nunca ganó el título de Liga ni ganó el torneo de Copa.
A nivel internacional participó en 1 torneo continental, en la Copa UEFA de 1998/99, en la que fue eliminado por el Hapoel Tel Aviv FC de Israel en la Ronda Preliminar.
El equipo desapareció en el año 1998 luego de descender a la Segunda División de Finlandia tras perder la serie de Playoff ante el TPV Tampere, por lo que Finnair dejó de patrocinar al equipo.

## Palmarés
- Tercera División de Finlandia: 3

1976, 1980, 1990

## Participación en competiciones de la UEFA
- Copa UEFA: 1 aparición

1999 - Ronda Preliminar

## Jugadores destacados
- Simo Valakari
- Ali Dia

## Entrenadores
- Reima Kokko (1993-1994)
- Reima Kokko (1994-1995)
- Heikki Suhonen (1995)
- Keijo Voutilainen (1995-1996)
- Pasi Rasimus (1996-1997)
- Martti Kuusela (1997)
- Jari Rantanen (1997)
- Jari-Pekka Keurulainen (1997-1998)
- Jari Rantanen (1998)